# Xenophysogobio nudicorpa
Xenophysogobio nudicorpa es una especie de peces de la familia
Cyprinidae en el orden de los Cypriniformes. La otra especie perteneciente al género Xenophysogobio es Xenophysogobio boulengeri.

## Morfología
- Los machos pueden llegar alcanzar los 6,5 cm de longitud total.[1][2]

## Hábitat
Es un pez de agua dulce y de clima templado.

## Distribución geográfica
Se encuentra en la China.